# Mont Bégo
Le mont Bégo est un sommet situé dans la chaîne des Alpes, dans le massif du Mercantour-Argentera, dans les Alpes-Maritimes (France), proche de la vallée de la Roya.

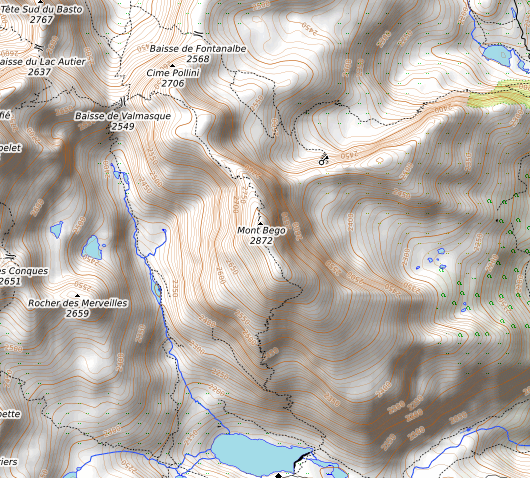
Carte topographique.

Ce sommet est à l'intérieur du parc national du Mercantour, et occupe une position centrale de la vallée des Merveilles (incluant la vallée de Fontanalbe). Il se trouve néanmoins en limite extérieure de la zone réglementée. Le nom provient d'une racine indo-européenne Beg, qui signifie seigneur divin. Les bergers, à l'origine des gravures dans la vallée des Merveilles il y a 4 000 ans, vénéraient ce sommet, lieu d'une intense activité orageuse en raison de son altitude et de la proximité de la Méditerranée, ainsi que de forts gisements de fer, d’uranium et autres minerais à forte attractivité électrique.
Le mont Bégo est composé de conglomérats permiens. De sa position isolée en limite Sud du parc, il constitue avec la cime du Diable un sommet facilement observable depuis la côte.
La voie normale d'accès utilise les éboulis du versant Sud au départ du refuge des Merveilles. Le sentier est bien marqué au sol il présente de nombreux lacets pour une montée de 870 m d+ sur 3 km. L'arête terminale devient rocheuse sur quelques mètres, elle nécessite un pas plus alerte. Son ascension offre un panorama à 360° sur le massif du Mercantour et par beau temps sur la mer Méditerranée.